# Rundschwanzmakropode
Der Rundschwanzmakropode (Macropodus ocellatus, Syn.:  Macropodus chinensis) ist ein kleiner Süßwasserfisch aus der Unterordnung der Labyrinthfische und der Gattung der Paradiesfische (Makropoden). Die Fische kommen in China zwischen Perlfluss und Amur, auf Taiwan und im westlichen und südlichen Flachland von Korea vor. Auf die japanische Hauptinsel Honshū, auf Shikoku und möglicherweise auch in die russische Amurregion wurde der Rundschwanzmakropode vom Menschen eingeführt.

## Beschreibung
Der Rundschwanzmakropode wird maximal 8 cm lang und bleibt damit kleiner als der Makropode (Macropodus opercularis) oder der Schwarze Makropode (Macropodus spechti). Ferner unterscheidet er sich durch die geringere Kopfbreite, wodurch der Kopf spitzer erscheint, von den beiden vorgenannten Arten. Charakteristisch für die Art ist die abgerundete Schwanzflosse, während der Schwanz der übrigen Makropoden tief gegabelt ist. Bei älteren Männchen des Rundschwanzmakropoden nimmt sie eine länglich-ovale Form an. Die Bauchflossen der Fische sind bei Wildfängen sehr kurz, bei Nachzuchten aus Aquarien können sie sich stark verlängern. Wie bei anderen Makropoden sind die Enden von Rücken- und Afterflosse lang, bei den Männchen sehr lang ausgezogen. Insgesamt sind Männchen deutlich größer, meist dunkler gefärbt als die Weibchen und bekommen im Alter einen hohen, aufgewölbten Nacken.
Der Rundschwanzmakropode hat eine graugelbe Grundfärbung. Auf dem Kiemendeckel befindet sich der namensgebende Augenfleck (Latein.: „ocellatus“), der grünlich oder bläulich ist. 

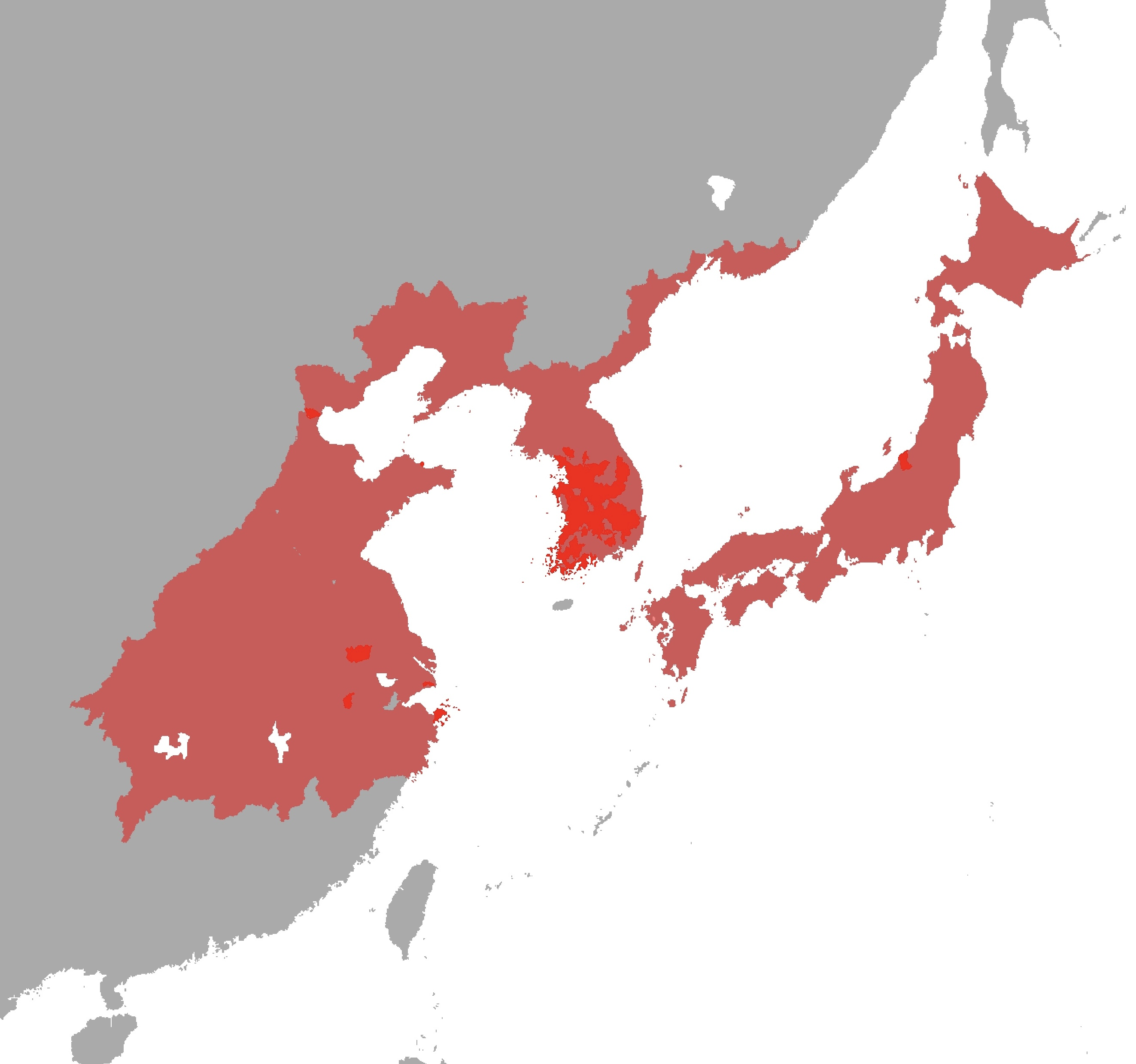
Das Verbreitungsgebiet des Rundschwanzmakropoden

Rundschwanzmakropode (Macropodus ocellatus), männlich, beginnende Färbung in der Fortpflanzungszeit mit bereits bläulich-violett irisierenden Bereichen und bläulichweißen Flossensäumen

In der Fortpflanzungszeit werden Kehle, Bauch und der mittlere Rumpfbereich der ausgewachsenen Männchen und aggressiver Weibchen dunkelbraun, schiefergrau oder schwarz und können bei einem bestimmten Lichteinfall von der Seite bläulich irisieren. Die unpaaren Flossen bekommen bläulichweiße Säume; die Membranen von Rücken- und Afterflosse zeigen hellblaue Streifen und die Schwanzflosse hellblaue Punkte. Als Schreckfärbung zeigt der Rundschwanzmakropode ein fischgrätenähnliches Streifenmuster auf den Körperseiten.
- Flossenformel: Dorsale XII–XIX/5–9, Anale XV–XX/7–15, Ventrale I/5 (1/4), Pectorale (9)10–11(12), Caudale (14)15(16–17)
- Schuppenformel: mLR 26–29.[2]

## Lebensraum
Rundschwanzmakropoden bewohnen stehende und langsam fließende Gewässer, vor allem in Niederungen. Darunter sind auch überflutete Reisfelder mit Wasserständen von nur 10 bis 20 cm sowie Restwassertümpel. Das große, vor allem in Nord-Süd-Richtung ausgedehnte Verbreitungsgebiete, reicht von der kalt-gemäßigten Zone in Nordkorea und der Mandschurei bis in die südchinesischen Subtropen, wobei sein Verbreitungsschwerpunkt aber in den gemäßigten Zonen liegt bis hinunter zum Jangtse liegt. Im nördlichen Teil ihres Verbreitungsgebietes sind kalte Winter mit Lufttemperaturen von −20 °C nicht selten. Die Fische überstehen die Winter dann unter einer dicken Eisdecke bei Wassertemperaturen um die 4 °C. Der deutsche Ichthyologe Hans-Joachim Paepke konnte 1990 in Nordkorea Rundschwanzmakropoden in ihrem natürlichen Lebensraum untersuchen. Unter anderem fand er die Fische in einem kleinen Weiher im Einzugsgebiet des Taedong-gang. Die spärliche Ufervegetation bestand vor allem aus Gewöhnlicher Strandsimse (Bolboschoenus maritimus). Im offenen Wasser wuchsen die Japanische Wassernuss (Trapa japonica), das Raue Hornblatt (Ceratophyllum demersum) und das Krause Laichkraut (Potamogeton crispus). Außer den Rundschwanzmakropoden kamen die Silberkarausche (Carassius auratus), der Gründling (Gobio gobio cynocephalus), der Blaubandbärbling (Pseudorasbora parva) und der große, piscivore Karpfenfisch Chanodichthys erythropterus in dem Weiher vor.
Viele Jahrzehnte älter sind Untersuchungen über den Lebensraum der Rundschwanzmakropode in den Einzugsbereichen des Hai-He-Flusses und von der Insel Chongming Dao an der Mündung des Jangtsekiangs. Im Hai He lebte der Rundschwanzmakropode zusammen mit der Halbschnäblerart Hyporhamphus intermedius, dem Stachelaal Sinobdella sinensis, den Grundelartigen Rhinogobius davidi und Micropercops swinhonis und der Bitterlingsart Rhodeus sinensis. Auf der Insel Chongming Dao lebten Rundschwanzmakropoden in den vielen kleinen Flüssen und Gräben die die Insel durchziehen und die mit Rauem Hornblatt (Ceratophyllum demersum) und Ährigem Tausendblatt (Myriophyllum spicatum) bestanden waren. Begleitfische waren der Graskarpfen (Ctenopharyngodon idella), die Bitterlingsart Rhodeus ocellatus und die piscivoren (fischfressenden) Karpfenfische Culter alburnus und Hemiculter leucisculus. Außerdem fand man hier die Chinesische Wollhandkrabbe (Eriocheir sinensis).

## Fortpflanzung
Rundschwanzmakropoden werden bereits bei sehr kühlen Wassertemperaturen agil und kommen ab 17 °C in Balzstimmung. Beide Geschlechter werden dunkel und die Männchen beginnen meist ein sehr rudimentäres Schaumnest zu bauen. Zur Eiablage werden dann die Weibchen hellgelb. Unter beengten Aquarienbedingungen sind die Männchen zunächst sehr aggressiv und verjagen auch Weibchen, die sich zu früh nähern. Unter nicht beengten Bedingungen wie in größeren Teichen findet sich ein Brutpaar schon lange vor Laichbeginn in friedlich werbender Weise zusammen. Beide suchen zusammen schon lange vor der eigentlichen Ablaichphase den Laichort gemeinsam auf und begrüßen sich gegenseitig mit wedelnd schaukelnden Bewegungen (in der Literatur oft als "Wackeltanz" bezeichnet), die von beiden Geschlechtern gezeigt werden. Insgesamt geht es unter weiträumigen Bedingungen zwischen dem Brutpaar sehr friedlich zu. Aggressionen sind von beiden vorwiegend nach außen gegenüber Reviereindringlingen beiderlei Geschlechts gerichtet. Sind dann endlich beide Tiere in Ablaichstimmung, färbt sich mit Beginn des Ablaichens das Weibchen in ein weithin sichtbares helles bis kräftig leuchtendes Warn-Gelb um. In dieser Phase ist das Weibchen extrem und weiträumig aggressiv gegenüber jeden Reviereindringling, während das Männchen sich nahezu vollständig auf das Sammeln und Sortieren der Eier konzentriert. Zwischen den Ablaichphasen durchstreift das Weibchen weiträumig das Revier und spürt jeden Makropoden auf, der sich darin aufhält. Nach einiger Zeit ist es dann bereit für die nächste Laichabgabe und kommt zügig zum Männchen zurück. Dieses ist dann oft noch auf die Eier konzentriert und wird vom Weibchen durch Anschwimmen deutlich zum nächsten Laichakt aufgefordert. Der oben genannte "Wackeltanz" ist nicht auf die Einleitung des Laichaktes beschränkt.
Beim Ablaichen umschlingt das Männchen das Weibchen und dreht es auf den Rücken, mit dem Bauch zum Schaumnest. In einem Zeitraum von einer bis zwei Stunden kommt es zu 12 bis 15 Ablaichvorgängen, bei denen insgesamt 200 bis 300 Eier abgegeben werden. Unmittelbar nach dem Ablaichen werden die Männchen wieder heller. Das Weibchen verliert seine leuchtende Warnfarbe nur langsam über den Rest des Tages und zusammen damit seinen extrem hohen Aggressionsgrad. Es wird bis zum Schlupf der Larven das Männchen bei der Verteidigung des Reviers im Außenbereich entlasten, während das Männchen nur den unmittelbaren Nestplatz verteidigt. Ab jetzt duldet das Männchen das Weibchen auch nicht mehr in diesem engen Umkreis.
Die Eipflege besteht im Wesentlichen aus einer Stabilisierung des Schaumnestes bzw. Laichballens durch neu produzierte Luftblasen und das gelegentliche Umsortieren der Eier. Bei einer Temperatur von 26 °C schlüpfen die Larven nach 28 bis 38 Stunden. Mit einer Klebedrüse am Kopf können sie sich an Wasserpflanzen, Ästen oder auch an der Kahmhaut an der Wasseroberfläche anhaften. Nach etwa 3,5 Tagen schwimmen sie frei und beginnen zu fressen. Die Jungfische können je nach Wettersituation sehr schnell wachsen und in Freilandteichen in Europa gehaltene Exemplare haben sich schon in ihrem ersten Sommer ihrerseits wieder vermehrt.
Vor allem in den Tagen vor der eigentlichen Laichphase rivalisieren die Männchen oft und ausgiebig Breitseiten präsentierend in Form von Kommentkämpfen. Außer Breitseitimponieren werden Druckwellen mit der Schwanzflosse ausgesendet, die Gegner mit dem Maul an einer Flosse festgehalten oder sich gegenseitig am Maul fixierend am Atmen gehindert. Insgesamt sind diese Kämpfe kraftraubend, was durch sehr häufiges Luftholen kenntlich wird, bleiben aber sonst so gut wie beschädigungslos.

## Belege
1. 1 2  Paepke, 1994, S. 91.
2. 1 2  Paepke, 1994, S. 89.
3. 1 2  Paepke, 1994, S. 90.
4. ↑  Paepke, 1994, S. 93.
5. ↑  Paepke, 1994, S. 94.
6. ↑  
Verhalten bei unterschiedlichen Wassertemperaturen. erabo.de (Erich Willems), abgerufen am 16. Juli 2020.
7. 1 2  Vierke 2010, Abschnitt: 3. Klumpenbildung
8. 1 2  
Schematische Darstellung Fortpflanzungsverhalten. erabo.de (Erich Willems), abgerufen am 16. Juli 2020.
9. ↑  Paepke, 1994, S. 96.
10. ↑  Paepke, 1994, S. 99.
11. ↑  Paepke, 1994, S. 95.
12. ↑  
Video zeigt den Kommentkampf in einem Teich. erabo.de (Erich Willems), abgerufen am 16. Juli 2020.